# Apparateglasbläser

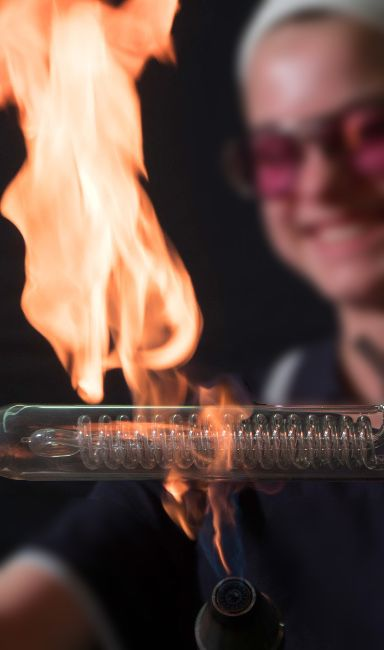
Apparateglasbläser

Die Apparateglasbläser, in Deutschland Glasapparatebauer genannt, stellen Laborzubehör und Sensoren aus Glas her.
Sie fertigen Präzisionsglasteile für die Forschung, die Medizin, die Pharmazeutik und die Industrie.
Dazu verarbeiten sie Glasröhren, Glasstäbe und verschiedene Halbfabrikate manuell oder maschinell durch Warm- und Kaltbearbeitung, wie biegen, einengen, aufblasen, schleifen und bohren. Bei der Warmverarbeitung wird das Glas mit Hilfe eines Brenners erhitzt, bis es zähflüssig ist und sich verformen lässt.

## Verwandte Berufe
Verwandte Berufe sind Glasapparatebauer, Glasbläser, Leuchtröhrenglasbläser, Thermometermacher und Laborglasbläser.

## Schweiz

### Ausbildung
Ab dem Sommer 2019 kann die neue Berufslehre „Apparateglasbläser/in EFZ“ gestartet werden.

#### Lehrzeit und Unterricht
Die dreijährige Lehre beinhaltet 840 Lektionen beruflichen Unterricht. Dazu kommen 360 Lektionen an allgemeinbildendem Unterricht.

#### Anforderungen an Lernende
Die Anforderungen sind eine erfolgreich abgeschlossene Sekundarschule (vorzugsweise auf dem erweiterten Niveau), Freude an der Materie Glas, handwerkliches Geschick, gutes Augenmass, Konzentrationsfähigkeit, gesunde Atemwege und gute motorische Fähigkeiten.

#### Lehrabschlussprüfung (heißt neu „Qualifikationsverfahren“)
Im Qualifikationsverfahren sind berufspraktische Prüfungsaufgaben sowie schulische Prüfungen in mündlicher und schriftlicher Form zu absolvieren. Erfahrungsnoten werden nach Möglichkeit mit einbezogen.

#### Anforderungen an Berufsbildner
Berufsbildner benötigen eine Ausbildung als Glasbläser oder Apparateglasbläser mit zwei Jahren Berufserfahrung oder eine äquivalente Ausbildung mit fünf Jahren Berufserfahrung im Glasapparatebau. Ebenso ist ein 40-stündiger berufspädagogischer Ausbildungskurs für Berufsbildner erforderlich.